# Zdzisław Gawlik

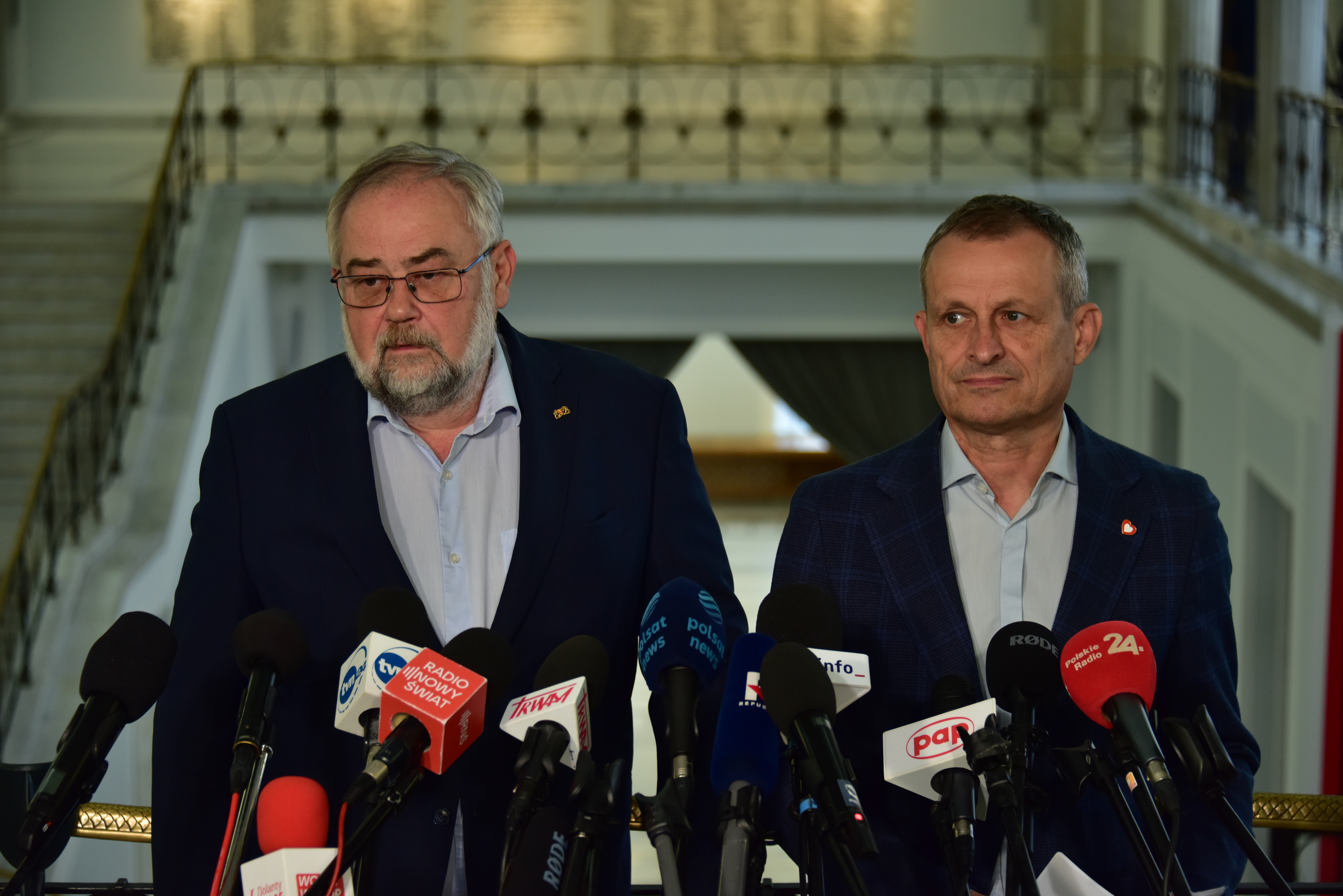
Zdzisław Gawlik (z prawej) z Piotrem Adamowiczem na konferencji prasowej w Sejmie (2024)

Zdzisław Gawlik (ur. 12 września 1960 w Dębicy) – polski prawnik, polityk i nauczyciel akademicki, w latach 2007–2012 podsekretarz stanu w Ministerstwie Skarbu Państwa, a w latach 2013–2015 sekretarz stanu w tym resorcie, poseł na Sejm VIII i X kadencji, członek Trybunału Stanu w latach 2019–2023.

## Życiorys
Ukończył studia na Wydziale Prawa i Administracji Uniwersytetu Marii Curie-Skłodowskiej w Lublinie (Filia w Rzeszowie), po czym w 1984 został asystentem na tej uczelni. Na Uniwersytecie Marii Curie-Skłodowskiej uzyskiwał następnie stopnie doktora (w 1991 na podstawie pracy zatytułowanej Wpływ zmiany stosunków na zobowiązania w prawie cywilnym) i doktora habilitowanego nauk prawnych (w 2005 w oparciu o rozprawę Oddanie przedsiębiorstwa do odpłatnego korzystania w celu prywatyzacji). W 2007 objął stanowisko profesora nadzwyczajnego w Instytucie Prawa Cywilnego UMCS, a rok wcześniej w Wyższej Szkole Administracji i Zarządzania w Przemyślu. Wykładał też na innych uczelniach wyższych. W pracy naukowej specjalizuje się w zakresie prawa cywilnego.
Od 1991 związany także z administracją rządową w ramach Ministerstwa Przekształceń Własnościowych i następnie Ministerstwa Skarbu Państwa. Był głównym specjalistą w delegaturze resortu w Rzeszowie, a w latach 1999–2007 dyrektorem tej delegatury MSP. Jednocześnie zasiadał w radach nadzorczych spółek prawa handlowego. 21 listopada 2007 objął stanowisko podsekretarza stanu w Ministerstwie Skarbu Państwa. W wyborach w 2011 bez powodzenia kandydował z ramienia Platformy Obywatelskiej do Senatu (nie należąc do tej partii). 15 czerwca 2012 odszedł ze stanowiska w MSP. Kilka tygodni później został powołany na wiceprezesa zarządów spółek PGE Energia Jądrowa i PGE EJ 1, wchodzących w skład Polskiej Grupy Energetycznej i zajmujących się programem energetyki jądrowej. 1 lipca 2013 powołany na stanowisko sekretarza stanu w Ministerstwie Skarbu Państwa. W listopadzie tegoż roku zakończył urzędowanie na stanowisku wiceministra skarbu państwa.
Już jako członek PO wystartował do Sejmu z jej listy wyborach parlamentarnych w 2015 w okręgu rzeszowskim. Otrzymał 8414 głosów, uzyskując tym samym mandat posła VIII kadencji. W maju 2017 został komisarzem PO na województwo podkarpackie, a później w tym samym roku przewodniczącym regionalnych struktur partii. W Sejmie VIII kadencji został członkiem Komisji do Spraw Energii i Skarbu Państwa, Komisji Odpowiedzialności Konstytucyjnej oraz Komisji Nadzwyczajnej do spraw zmian w kodyfikacjach. W wyborach w 2019 nie uzyskał poselskiej reelekcji. 21 listopada 2019 Sejm IX kadencji z rekomendacji Koalicji Obywatelskiej powołał go na członka Trybunału Stanu.
W 2021 został członkiem zarządu Miejskiego Przedsiębiorstwa Oczyszczania w Warszawie. W wyniku wyborów w 2023 powrócił do niższej izby polskiego parlamentu, uzyskał wówczas mandat posła X kadencji (zdobywając 7054 głosy).

## Wyniki w wyborach ogólnopolskich
| Wybory | Komitet wyborczy   | Komitet wyborczy      | Organ               | Okręg            | Wynik           |
| ------ | ------------------ | --------------------- | ------------------- | ---------------- | --------------- |
| 2011   |                    | Platforma Obywatelska | Senat VIII kadencji | nr 56            | 29 138 (16,81%) |
| 2015   | Sejm VIII kadencji | Platforma Obywatelska | nr 23               | 8414 (1,66%)     |                 |
| 2019   |                    | Koalicja Obywatelska  | nr 23               | Sejm IX kadencji | 14 305 (2,43%)  |
| 2023   | Sejm X kadencji    | Koalicja Obywatelska  | nr 23               | 7054 (1,05%)     |                 |

## Odznaczenia
W 2007 otrzymał Brązowy Krzyż Zasługi.

## Wybrane publikacje
- Kodeks cywilny. Komentarz (współautor), tom 1–3, Wolters Kluwer Polska, Warszawa 2009–2010.
- Oddanie przedsiębiorstwa do odpłatnego korzystania w celu prywatyzacji, Wyd. WSAiZ, Przemyśl 2005.
- Podstawy prawa cywilnego. Część ogólna (współautor), Wyd. Prawnicze PWN, Warszawa 1999.
- Podstawy prawa cywilnego. Prawo rzeczowe (współautor), Wyd. Prawnicze LexisNexis, Warszawa 2001.
- Podstawy prawa cywilnego. Zobowiązania. Część ogólna (współautor), Wyd. Prawnicze LexisNexis, Warszawa 2003.
- Zarys prawa cywilnego. Część ogólna (współautor), Wyd. WSAiZ, Przemyśl 1998.